# هادی خانی (تفت)

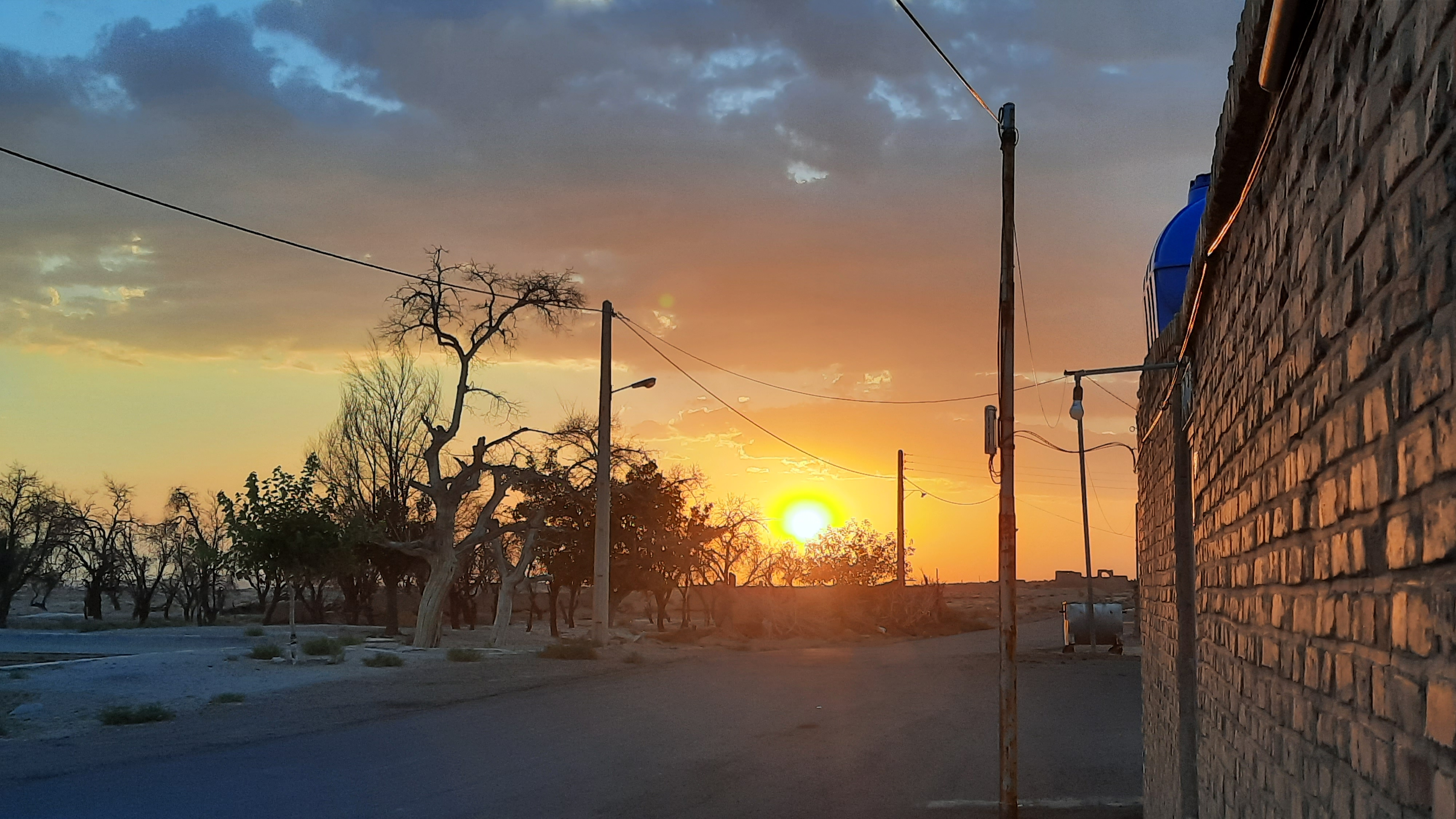
غروب آفتاب در روستای هادی خانی

هادی خانی (تفت)، روستایی از توابع بخش گاریزات شهرستان تفت در استان یزد ایران است.

## جمعیت
این روستا در دهستان گاریزات قرار دارد و جمعیت آن اکنون 8 نفر (۴خانوار) می باشد.